# マソニテス
マソニテス（学名：Masonites）は、ディプロモセラス科に属する異常巻きアンモナイトの属。Hendersonが1970年にニュージーランドから記載したが、具体的な産地は不明である。

## 特徴
殻は成長初期段階の棒状のシャフト部と後の開けた螺旋で構成され、表面には環状の肋と、襟で縁取られた周期的なくびれが存在する。巻きの螺環断面は円形あるいは弱い楕円形をなす。縫合線は二叉に分かれ、等しい高さまで突出している。殻の形状はグリプトキソセラス属やスカラリテス属に、縫合線の形状はポリプチコセラス属・リュウガセラ属・フィロプチコセラス属・アストレプトセラス属に似る。
成長初期段階のシャフト部の表面には肋が観察されず、また後の巻きに対して斜めに伸びている。巻きに観察される肋には2種類あり、1つは不規則な間隔を開けて並ぶ明瞭な肋、もう1つは狭い間隔で並んで前者に重なっている弱く広い肋がある。いずれの肋、そしてくびれや襟も螺巻に対して垂直である。襟は背側より腹側で卓越する一方、縫合線の鞍状の形状は背側で顕著に確認できる。

## 分類
殻の巻き方と環状の肋、周期的なくびれ、単純な縫合線から、ディプロモセラス科に分類されている。同じくディプロモセラス科に属するグリプトクソセラス属やスカラリテス属に全体的な形状は似ているが、これは系統的に近縁であるためではなく収斂進化の産物の可能性がある。